# مغار (ورغاهان)
مغار (بالفارسية: مغار) هي منطقة سكنية تقع في إيران في قسم ورغاهان الریفي. يقدر عدد سكانها بـ 110 نسمة .